# Utkir Yusupov
Utkir Davlatbekovich Yusupov (ur. 4 stycznia 1991) – uzbecki piłkarz występujący na pozycji bramkarza w drużynie Navbahoru Namangan.

## Kariera klubowa
Yusupov swoją karierę zaczynał w Mashʼalu Muborak, jednak przez dwa sezony zagrał w lidze tylko czterokrotnie. W 2014 zdecydował się na odejście do Nasafa Karszy. Grając tam 2 sezony, dwukrotnie zajął z tym klubem 3. miejsce w lidze oraz w sezonie 2015 zdobyli puchar Uzbekistanu. Po tym sukcesie na sezon 2016 przeniósł się do Neftchi Fergana. Po dwóch sezonach gry dla Neftchi został nowym zawodnikiem FK Qo‘qon 1912. W przeciągu jednego sezonu zagrał tam w 32 spotkaniach. 24 stycznia 2019 roku został nowym zawodnikiem Navbahoru Namangan.

## Kariera reprezentacyjna
Yusupov zadebiutował w reprezentacji Uzbekistanu 16 października 2018 roku w wygranym spotkaniu 2:0 z reprezentacją Kataru. Jest to jego jedyny dotychczas występ w naroodowych barwach. Znalazł się w kadrze Uzbekistanu na Puchar Azji 2019.